# Lista över fornlämningar i Söderköpings kommun (Drothem)
Lista över fornlämningar i Söderköpings kommun (Drothem) är en förteckning av ett urval av de fornlämningar som finns i Drothem i Söderköpings kommun.
| Namn                            | Lämningstyp                 | Tillkomsttid | Historisk indelning   | Plats | Läge                 | ID-nr          | Bild                                 |
| ------------------------------- | --------------------------- | ------------ | --------------------- | ----- | -------------------- | -------------- | ------------------------------------ |
| Drothem 1:1                     | Gravfält                    |              | Drothem, Östergötland |       | 58.494136, 16.292656 | 10041300010001 | Ladda upp en bild av detta fornminne |
| Drothem 2:1                     | Gravfält                    |              | Drothem, Östergötland |       | 58.496159, 16.288622 | 10041300020001 | Ladda upp en bild av detta fornminne |
| Drothem 3:1                     | Gravfält                    |              | Drothem, Östergötland |       | 58.498612, 16.293391 | 10041300030001 | Ladda upp en bild av detta fornminne |
| Drothem 4:1                     | Gravfält                    |              | Drothem, Östergötland |       | 58.500279, 16.292254 | 10041300040001 | Ladda upp en bild av detta fornminne |
| Drothem 5:1                     | Stensättning                |              | Drothem, Östergötland |       | 58.500522, 16.291247 | 10041300050001 | Ladda upp en bild av detta fornminne |
| Drothem 10:1                    | Gravfält                    |              | Drothem, Östergötland |       | 58.495129, 16.303408 | 10041300100001 | Ladda upp en bild av detta fornminne |
| Drothem 11:1                    | Stensättning                |              | Drothem, Östergötland |       | 58.498099, 16.305590 | 10041300110001 | Ladda upp en bild av detta fornminne |
| Drothem 12:1                    | Stensättning                |              | Drothem, Östergötland |       | 58.499369, 16.305837 | 10041300120001 | Ladda upp en bild av detta fornminne |
| Drothem 12:2                    | Stensättning                |              | Drothem, Östergötland |       | 58.499277, 16.305540 | 10041300120002 | Ladda upp en bild av detta fornminne |
| Drothem 16:1                    | Stensättning                |              | Drothem, Östergötland |       | 58.506954, 16.289587 | 10041300160001 | Ladda upp en bild av detta fornminne |
| Drothem 16:2                    | Stensättning                |              | Drothem, Östergötland |       | 58.506835, 16.289848 | 10041300160002 | Ladda upp en bild av detta fornminne |
| Drothem 16:3                    | Stensättning                |              | Drothem, Östergötland |       | 58.506888, 16.289688 | 10041300160003 | Ladda upp en bild av detta fornminne |
| Drothem 17:1                    | Stensättning                |              | Drothem, Östergötland |       | 58.509465, 16.289023 | 10041300170001 | Ladda upp en bild av detta fornminne |
| Drothem 18:1                    | Stensättning                |              | Drothem, Östergötland |       | 58.511271, 16.314476 | 10041300180001 | Ladda upp en bild av detta fornminne |
| Drothem 18:2                    | Stensättning                |              | Drothem, Östergötland |       | 58.511416, 16.314744 | 10041300180002 | Ladda upp en bild av detta fornminne |
| Drothem 19:1                    | Stensättning                |              | Drothem, Östergötland |       | 58.512941, 16.308744 | 10041300190001 | Ladda upp en bild av detta fornminne |
| Drothem 19:2                    | Stensättning                |              | Drothem, Östergötland |       | 58.512699, 16.309054 | 10041300190002 | Ladda upp en bild av detta fornminne |
| Drothem 20:1                    | Stensättning                |              | Drothem, Östergötland |       | 58.513057, 16.314738 | 10041300200001 | Ladda upp en bild av detta fornminne |
| Drothem 20:2                    | Stensättning                |              | Drothem, Östergötland |       | 58.512955, 16.314976 | 10041300200002 | Ladda upp en bild av detta fornminne |
| Drothem 21:1                    | Gravfält                    |              | Drothem, Östergötland |       | 58.512008, 16.316342 | 10041300210001 | Ladda upp en bild av detta fornminne |
| Drothem 23:1                    | Stensättning                |              | Drothem, Östergötland |       | 58.509961, 16.325590 | 10041300230001 | Ladda upp en bild av detta fornminne |
| Drothem 23:2                    | Stensättning                |              | Drothem, Östergötland |       | 58.510205, 16.324953 | 10041300230002 | Ladda upp en bild av detta fornminne |
| Drothem 24:1                    | Gravfält                    |              | Drothem, Östergötland |       | 58.510959, 16.324427 | 10041300240001 | Ladda upp en bild av detta fornminne |
| Drothem 25:1                    | Stensättning                |              | Drothem, Östergötland |       | 58.510946, 16.321544 | 10041300250001 | Ladda upp en bild av detta fornminne |
| Drothem 25:2                    | Stensättning                |              | Drothem, Östergötland |       | 58.510570, 16.321931 | 10041300250002 | Ladda upp en bild av detta fornminne |
| Drothem 25:3                    | Stensättning                |              | Drothem, Östergötland |       | 58.510365, 16.322353 | 10041300250003 | Ladda upp en bild av detta fornminne |
| Drothem 29:1                    | Stensättning                |              | Drothem, Östergötland |       | 58.514846, 16.284376 | 10041300290001 | Ladda upp en bild av detta fornminne |
| Drothem 29:2                    | Stensättning                |              | Drothem, Östergötland |       | 58.515028, 16.285046 | 10041300290002 | Ladda upp en bild av detta fornminne |
| Drothem 29:3                    | Stensättning                |              | Drothem, Östergötland |       | 58.514925, 16.285201 | 10041300290003 | Ladda upp en bild av detta fornminne |
| Drothem 29:4                    | Stensättning                |              | Drothem, Östergötland |       | 58.514772, 16.285201 | 10041300290004 | Ladda upp en bild av detta fornminne |
| Drothem 30:1                    | Stensättning                |              | Drothem, Östergötland |       | 58.514189, 16.284954 | 10041300300001 | Ladda upp en bild av detta fornminne |
| Drothem 30:2                    | Stensättning                |              | Drothem, Östergötland |       | 58.514078, 16.284872 | 10041300300002 | Ladda upp en bild av detta fornminne |
| Drothem 31:1                    | Gravfält                    |              | Drothem, Östergötland |       | 58.512573, 16.283593 | 10041300310001 | Ladda upp en bild av detta fornminne |
| Drothem 32:1                    | Hög                         |              | Drothem, Östergötland |       | 58.506007, 16.279001 | 10041300320001 | Ladda upp en bild av detta fornminne |
| Drothem 32:2                    | Stensättning                |              | Drothem, Östergötland |       | 58.505795, 16.279579 | 10041300320002 | Ladda upp en bild av detta fornminne |
| Drothem 32:3                    | Stensättning                |              | Drothem, Östergötland |       | 58.505738, 16.279983 | 10041300320003 | Ladda upp en bild av detta fornminne |
| Drothem 32:4                    | Stensättning                |              | Drothem, Östergötland |       | 58.505680, 16.280390 | 10041300320004 | Ladda upp en bild av detta fornminne |
| Drothem 33:1                    | Stensättning                |              | Drothem, Östergötland |       | 58.505442, 16.279770 | 10041300330001 | Ladda upp en bild av detta fornminne |
| Drothem 33:3                    | Stensättning                |              | Drothem, Östergötland |       | 58.505145, 16.279557 | 10041300330003 | Ladda upp en bild av detta fornminne |
| Drothem 34:1                    | Stensättning                |              | Drothem, Östergötland |       | 58.505289, 16.280826 | 10041300340001 | Ladda upp en bild av detta fornminne |
| Drothem 36:1                    | Hög                         |              | Drothem, Östergötland |       | 58.513035, 16.274385 | 10041300360001 | Ladda upp en bild av detta fornminne |
| Drothem 36:2                    | Stensättning                |              | Drothem, Östergötland |       | 58.513203, 16.274180 | 10041300360002 | Ladda upp en bild av detta fornminne |
| Drothem 37:1                    | Gravfält                    |              | Drothem, Östergötland |       | 58.512002, 16.272915 | 10041300370001 | Ladda upp en bild av detta fornminne |
| Drothem 40:1                    | Stensättning                |              | Drothem, Östergötland |       | 58.502828, 16.267784 | 10041300400001 | Ladda upp en bild av detta fornminne |
| Drothem 40:2                    | Stensättning                |              | Drothem, Östergötland |       | 58.502964, 16.268120 | 10041300400002 | Ladda upp en bild av detta fornminne |
| Drothem 40:3                    | Stensättning                |              | Drothem, Östergötland |       | 58.502698, 16.267836 | 10041300400003 | Ladda upp en bild av detta fornminne |
| Drothem 41:1                    | Stensättning                |              | Drothem, Östergötland |       | 58.503380, 16.268130 | 10041300410001 | Ladda upp en bild av detta fornminne |
| Drothem 41:3                    | Stensättning                |              | Drothem, Östergötland |       | 58.503485, 16.268033 | 10041300410003 | Ladda upp en bild av detta fornminne |
| Drothem 41:4                    | Stensättning                |              | Drothem, Östergötland |       | 58.503422, 16.268333 | 10041300410004 | Ladda upp en bild av detta fornminne |
| Drothem 42:1                    | Hög                         |              | Drothem, Östergötland |       | 58.502588, 16.271901 | 10041300420001 | Ladda upp en bild av detta fornminne |
| Drothem 43:1                    | Stensättning                |              | Drothem, Östergötland |       | 58.503638, 16.275299 | 10041300430001 | Ladda upp en bild av detta fornminne |
| Drothem 44:1                    | Stensättning                |              | Drothem, Östergötland |       | 58.504307, 16.268700 | 10041300440001 | Ladda upp en bild av detta fornminne |
| Drothem 45:1                    | Stensättning                |              | Drothem, Östergötland |       | 58.501400, 16.261764 | 10041300450001 | Ladda upp en bild av detta fornminne |
| Drothem 45:2                    | Stensättning                |              | Drothem, Östergötland |       | 58.501348, 16.262017 | 10041300450002 | Ladda upp en bild av detta fornminne |
| Drothem 46:1                    | Stensättning                |              | Drothem, Östergötland |       | 58.499047, 16.231246 | 10041300460001 | Ladda upp en bild av detta fornminne |
| Drothem 47:1                    | Stensättning                |              | Drothem, Östergötland |       | 58.498624, 16.231885 | 10041300470001 | Ladda upp en bild av detta fornminne |
| Drothem 49:1                    | Stensättning                |              | Drothem, Östergötland |       | 58.502549, 16.240170 | 10041300490001 | Ladda upp en bild av detta fornminne |
| Drothem 52:1                    | Stensättning                |              | Drothem, Östergötland |       | 58.487525, 16.220270 | 10041300520001 | Ladda upp en bild av detta fornminne |
| Drothem 53:1                    | Stensättning                |              | Drothem, Östergötland |       | 58.487533, 16.222509 | 10041300530001 | Ladda upp en bild av detta fornminne |
| Drothem 53:2                    | Stensättning                |              | Drothem, Östergötland |       | 58.487334, 16.222382 | 10041300530002 | Ladda upp en bild av detta fornminne |
| Drothem 54:1                    | Stensättning                |              | Drothem, Östergötland |       | 58.489487, 16.223762 | 10041300540001 | Ladda upp en bild av detta fornminne |
| Drothem 54:2                    | Stensättning                |              | Drothem, Östergötland |       | 58.489605, 16.223975 | 10041300540002 | Ladda upp en bild av detta fornminne |
| Drothem 55:1                    | Gravfält                    |              | Drothem, Östergötland |       | 58.490172, 16.224476 | 10041300550001 | Ladda upp en bild av detta fornminne |
| Drothem 56:1                    | Stensättning                |              | Drothem, Östergötland |       | 58.488059, 16.216073 | 10041300560001 | Ladda upp en bild av detta fornminne |
| Drothem 56:2                    | Stensättning                |              | Drothem, Östergötland |       | 58.487949, 16.216463 | 10041300560002 | Ladda upp en bild av detta fornminne |
| Drothem 56:3                    | Stensättning                |              | Drothem, Östergötland |       | 58.487793, 16.216491 | 10041300560003 | Ladda upp en bild av detta fornminne |
| Drothem 56:4                    | Stensättning                |              | Drothem, Östergötland |       | 58.487881, 16.215634 | 10041300560004 | Ladda upp en bild av detta fornminne |
| Drothem 57:1                    | Gravfält                    |              | Drothem, Östergötland |       | 58.475221, 16.247026 | 10041300570001 | Ladda upp en bild av detta fornminne |
| Drothem 58:1                    | Stensättning                |              | Drothem, Östergötland |       | 58.470453, 16.243731 | 10041300580001 | Ladda upp en bild av detta fornminne |
| Drothem 58:2                    | Stensättning                |              | Drothem, Östergötland |       | 58.470527, 16.243783 | 10041300580002 | Ladda upp en bild av detta fornminne |
| Drothem 59:1                    | Hög                         |              | Drothem, Östergötland |       | 58.469383, 16.236285 | 10041300590001 | Ladda upp en bild av detta fornminne |
| Drothem 59:2                    | Stensättning                |              | Drothem, Östergötland |       | 58.469239, 16.236590 | 10041300590002 | Ladda upp en bild av detta fornminne |
| Drothem 59:3                    | Stensättning                |              | Drothem, Östergötland |       | 58.469298, 16.236081 | 10041300590003 | Ladda upp en bild av detta fornminne |
| Drothem 59:4                    | Stensättning                |              | Drothem, Östergötland |       | 58.469445, 16.236081 | 10041300590004 | Ladda upp en bild av detta fornminne |
| Drothem 60:1                    | Stensättning                |              | Drothem, Östergötland |       | 58.469750, 16.238075 | 10041300600001 | Ladda upp en bild av detta fornminne |
| Drothem 60:2                    | Stensättning                |              | Drothem, Östergötland |       | 58.469868, 16.238071 | 10041300600002 | Ladda upp en bild av detta fornminne |
| Drothem 60:3                    | Stensättning                |              | Drothem, Östergötland |       | 58.469867, 16.238286 | 10041300600003 | Ladda upp en bild av detta fornminne |
| Drothem 61:1                    | Stensättning                |              | Drothem, Östergötland |       | 58.471682, 16.238558 | 10041300610001 | Ladda upp en bild av detta fornminne |
| Drothem 61:2                    | Stensättning                |              | Drothem, Östergötland |       | 58.471576, 16.238624 | 10041300610002 | Ladda upp en bild av detta fornminne |
| Drothem 62:1                    | Stensättning                |              | Drothem, Östergötland |       | 58.472383, 16.240362 | 10041300620001 | Ladda upp en bild av detta fornminne |
| Drothem 64:1                    | Stensättning                |              | Drothem, Östergötland |       | 58.469286, 16.230059 | 10041300640001 | Ladda upp en bild av detta fornminne |
| Drothem 65:1                    | Stensättning                |              | Drothem, Östergötland |       | 58.471766, 16.265219 | 10041300650001 | Ladda upp en bild av detta fornminne |
| Drothem 66:1                    | Stensättning                |              | Drothem, Östergötland |       | 58.472977, 16.268746 | 10041300660001 | Ladda upp en bild av detta fornminne |
| Drothem 67:1                    | Stensättning                |              | Drothem, Östergötland |       | 58.472118, 16.270684 | 10041300670001 | Ladda upp en bild av detta fornminne |
| Drothem 67:2                    | Stensättning                |              | Drothem, Östergötland |       | 58.472179, 16.270366 | 10041300670002 | Ladda upp en bild av detta fornminne |
| Drothem 69:1                    | Stensättning                |              | Drothem, Östergötland |       | 58.472047, 16.281027 | 10041300690001 | Ladda upp en bild av detta fornminne |
| Drothem 69:2                    | Stensättning                |              | Drothem, Östergötland |       | 58.472301, 16.280330 | 10041300690002 | Ladda upp en bild av detta fornminne |
| Drothem 70:1                    | Stensättning                |              | Drothem, Östergötland |       | 58.472312, 16.282702 | 10041300700001 | Ladda upp en bild av detta fornminne |
| Drothem 71:1                    | Stensättning                |              | Drothem, Östergötland |       | 58.474477, 16.282908 | 10041300710001 | Ladda upp en bild av detta fornminne |
| Drothem 71:2                    | Stensättning                |              | Drothem, Östergötland |       | 58.474778, 16.282175 | 10041300710002 | Ladda upp en bild av detta fornminne |
| Drothem 72:1                    | Stensättning                |              | Drothem, Östergötland |       | 58.475236, 16.273937 | 10041300720001 | Ladda upp en bild av detta fornminne |
| Drothem 72:2                    | Stensättning                |              | Drothem, Östergötland |       | 58.475132, 16.273733 | 10041300720002 | Ladda upp en bild av detta fornminne |
| Drothem 73:1                    | Gravfält                    |              | Drothem, Östergötland |       | 58.473179, 16.289831 | 10041300730001 | Ladda upp en bild av detta fornminne |
| Drothem 74:1                    | Stensättning                |              | Drothem, Östergötland |       | 58.471703, 16.296526 | 10041300740001 | Ladda upp en bild av detta fornminne |
| Drothem 74:2                    | Stensättning                |              | Drothem, Östergötland |       | 58.471959, 16.296089 | 10041300740002 | Ladda upp en bild av detta fornminne |
| Drothem 75:1                    | Gravfält                    |              | Drothem, Östergötland |       | 58.472362, 16.293210 | 10041300750001 | Ladda upp en bild av detta fornminne |
| Drothem 76:1                    | Stensättning                |              | Drothem, Östergötland |       | 58.468967, 16.300847 | 10041300760001 | Ladda upp en bild av detta fornminne |
| Drothem 76:2                    | Stensättning                |              | Drothem, Östergötland |       | 58.468912, 16.301082 | 10041300760002 | Ladda upp en bild av detta fornminne |
| Drothem 76:3                    | Stensättning                |              | Drothem, Östergötland |       | 58.468778, 16.301055 | 10041300760003 | Ladda upp en bild av detta fornminne |
| Drothem 76:4                    | Stensättning                |              | Drothem, Östergötland |       | 58.468787, 16.300757 | 10041300760004 | Ladda upp en bild av detta fornminne |
| Drothem 77:1                    | Gravfält                    |              | Drothem, Östergötland |       | 58.468789, 16.302306 | 10041300770001 | Ladda upp en bild av detta fornminne |
| Drothem 78:1                    | Stensättning                |              | Drothem, Östergötland |       | 58.468110, 16.307096 | 10041300780001 | Ladda upp en bild av detta fornminne |
| Drothem 79:1                    | Gravfält                    |              | Drothem, Östergötland |       | 58.467221, 16.311257 | 10041300790001 | Ladda upp en bild av detta fornminne |
| Drothem 81:1                    | Stensättning                |              | Drothem, Östergötland |       | 58.466532, 16.307998 | 10041300810001 | Ladda upp en bild av detta fornminne |
| Drothem 81:2                    | Stensättning                |              | Drothem, Östergötland |       | 58.466584, 16.307743 | 10041300810002 | Ladda upp en bild av detta fornminne |
| Drothem 81:3                    | Stensättning                |              | Drothem, Östergötland |       | 58.466547, 16.308366 | 10041300810003 | Ladda upp en bild av detta fornminne |
| Drothem 81:4                    | Stensättning                |              | Drothem, Östergötland |       | 58.466496, 16.309060 | 10041300810004 | Ladda upp en bild av detta fornminne |
| Drothem 82:1                    | Gravfält                    |              | Drothem, Östergötland |       | 58.466821, 16.294988 | 10041300820001 | Ladda upp en bild av detta fornminne |
| Drothem 83:1                    | Stensättning                |              | Drothem, Östergötland |       | 58.481890, 16.307932 | 10041300830001 | Ladda upp en bild av detta fornminne |
| Drothem 84:1                    | Gravfält                    |              | Drothem, Östergötland |       | 58.485359, 16.292365 | 10041300840001 | Ladda upp en bild av detta fornminne |
| Drothem 85:1                    | Stensättning                |              | Drothem, Östergötland |       | 58.468176, 16.303650 | 10041300850001 | Ladda upp en bild av detta fornminne |
| Drothem 86:1                    | Stensättning                |              | Drothem, Östergötland |       | 58.467210, 16.298843 | 10041300860001 | Ladda upp en bild av detta fornminne |
| Drothem 86:2                    | Stensättning                |              | Drothem, Östergötland |       | 58.467325, 16.298791 | 10041300860002 | Ladda upp en bild av detta fornminne |
| Drothem 86:3                    | Stensättning                |              | Drothem, Östergötland |       | 58.467341, 16.299175 | 10041300860003 | Ladda upp en bild av detta fornminne |
| Drothem 87:1                    | Stensättning                |              | Drothem, Östergötland |       | 58.484523, 16.294322 | 10041300870001 | Ladda upp en bild av detta fornminne |
| Drothem 87:2                    | Stensättning                |              | Drothem, Östergötland |       | 58.484415, 16.294487 | 10041300870002 | Ladda upp en bild av detta fornminne |
| Drothem 88:1                    | Stensättning                |              | Drothem, Östergötland |       | 58.477157, 16.291192 | 10041300880001 | Ladda upp en bild av detta fornminne |
| Drothem 89:1                    | Stensättning                |              | Drothem, Östergötland |       | 58.477967, 16.287073 | 10041300890001 | Ladda upp en bild av detta fornminne |
| Drothem 90:1                    | Stensättning                |              | Drothem, Östergötland |       | 58.480012, 16.287571 | 10041300900001 | Ladda upp en bild av detta fornminne |
| Drothem 91:1                    | Stensättning                |              | Drothem, Östergötland |       | 58.481756, 16.282694 | 10041300910001 | Ladda upp en bild av detta fornminne |
| Drothem 92:1                    | Gravfält                    |              | Drothem, Östergötland |       | 58.482232, 16.281767 | 10041300920001 | Ladda upp en bild av detta fornminne |
| Drothem 93:1                    | Stensättning                |              | Drothem, Östergötland |       | 58.484819, 16.272795 | 10041300930001 | Ladda upp en bild av detta fornminne |
| Drothem 93:2                    | Stensättning                |              | Drothem, Östergötland |       | 58.484941, 16.272715 | 10041300930002 | Ladda upp en bild av detta fornminne |
| Drothem 94:1                    | Stensättning                |              | Drothem, Östergötland |       | 58.485504, 16.258237 | 10041300940001 | Ladda upp en bild av detta fornminne |
| Drothem 95:1                    | Gravfält                    |              | Drothem, Östergötland |       | 58.489678, 16.289974 | 10041300950001 | Ladda upp en bild av detta fornminne |
| Drothem 96:1                    | Stensättning                |              | Drothem, Östergötland |       | 58.494205, 16.245963 | 10041300960001 | Ladda upp en bild av detta fornminne |
| Drothem 96:2                    | Stensättning                |              | Drothem, Östergötland |       | 58.494067, 16.246066 | 10041300960002 | Ladda upp en bild av detta fornminne |
| Drothem 97:1                    | Gravfält                    |              | Drothem, Östergötland |       | 58.487886, 16.272388 | 10041300970001 | Ladda upp en bild av detta fornminne |
| Drothem 98:1                    | Stensättning                |              | Drothem, Östergötland |       | 58.488619, 16.271853 | 10041300980001 | Ladda upp en bild av detta fornminne |
| Drothem 98:2                    | Stensättning                |              | Drothem, Östergötland |       | 58.488581, 16.271578 | 10041300980002 | Ladda upp en bild av detta fornminne |
| Drothem 98:3                    | Stensättning                |              | Drothem, Östergötland |       | 58.488933, 16.271819 | 10041300980003 | Ladda upp en bild av detta fornminne |
| Drothem 98:4                    | Stensättning                |              | Drothem, Östergötland |       | 58.489032, 16.271812 | 10041300980004 | Ladda upp en bild av detta fornminne |
| Drothem 100:1                   | Kloster                     |              | Drothem, Östergötland |       | 58.486106, 16.298596 | 10041301000001 | Ladda upp en bild av detta fornminne |
| Drothem 101:1                   | Gravfält                    |              | Drothem, Östergötland |       | 58.461138, 16.263692 | 10041301010001 | Ladda upp en bild av detta fornminne |
| Drothem 103:1                   | Stensättning                |              | Drothem, Östergötland |       | 58.460358, 16.263743 | 10041301030001 | Ladda upp en bild av detta fornminne |
| Drothem 103:2                   | Stensättning                |              | Drothem, Östergötland |       | 58.460353, 16.264257 | 10041301030002 | Ladda upp en bild av detta fornminne |
| Drothem 103:3                   | Stensättning                |              | Drothem, Östergötland |       | 58.460255, 16.264111 | 10041301030003 | Ladda upp en bild av detta fornminne |
| Drothem 104:1                   | Gravfält                    |              | Drothem, Östergötland |       | 58.458976, 16.254301 | 10041301040001 | Ladda upp en bild av detta fornminne |
| Drothem 106:1                   | Stensättning                |              | Drothem, Östergötland |       | 58.458565, 16.252915 | 10041301060001 | Ladda upp en bild av detta fornminne |
| Drothem 106:2                   | Stensättning                |              | Drothem, Östergötland |       | 58.458233, 16.252805 | 10041301060002 | Ladda upp en bild av detta fornminne |
| Drothem 106:3                   | Stensättning                |              | Drothem, Östergötland |       | 58.458295, 16.252385 | 10041301060003 | Ladda upp en bild av detta fornminne |
| Drothem 106:4                   | Stensättning                |              | Drothem, Östergötland |       | 58.458462, 16.251737 | 10041301060004 | Ladda upp en bild av detta fornminne |
| Drothem 107:1                   | Gravfält                    |              | Drothem, Östergötland |       | 58.460093, 16.270508 | 10041301070001 | Ladda upp en bild av detta fornminne |
| Drothem 109:1                   | Stensättning                |              | Drothem, Östergötland |       | 58.464326, 16.278946 | 10041301090001 | Ladda upp en bild av detta fornminne |
| Drothem 110:1                   | Stensättning                |              | Drothem, Östergötland |       | 58.462748, 16.271739 | 10041301100001 | Ladda upp en bild av detta fornminne |
| Drothem 110:2                   | Stensättning                |              | Drothem, Östergötland |       | 58.462692, 16.271556 | 10041301100002 | Ladda upp en bild av detta fornminne |
| Drothem 110:3                   | Stensättning                |              | Drothem, Östergötland |       | 58.462465, 16.271383 | 10041301100003 | Ladda upp en bild av detta fornminne |
| Skallhammaren (Drothem 111:1)   | Gravfält                    |              | Drothem, Östergötland |       | 58.468826, 16.285745 | 10041301110001 | Ladda upp en bild av detta fornminne |
| Drothem 112:1                   | Gravfält                    |              | Drothem, Östergötland |       | 58.469506, 16.287355 | 10041301120001 | Ladda upp en bild av detta fornminne |
| Drothem 113:1                   | Gravfält                    |              | Drothem, Östergötland |       | 58.467917, 16.283918 | 10041301130001 | Ladda upp en bild av detta fornminne |
| Drothem 115:1                   | Stensättning                |              | Drothem, Östergötland |       | 58.467563, 16.269850 | 10041301150001 | Ladda upp en bild av detta fornminne |
| Drothem 115:2                   | Stensättning                |              | Drothem, Östergötland |       | 58.467448, 16.269525 | 10041301150002 | Ladda upp en bild av detta fornminne |
| Drothem 116:1                   | Gravfält                    |              | Drothem, Östergötland |       | 58.467833, 16.271062 | 10041301160001 | Ladda upp en bild av detta fornminne |
| Drothem 117:1                   | Gravfält                    |              | Drothem, Östergötland |       | 58.465111, 16.269801 | 10041301170001 | Ladda upp en bild av detta fornminne |
| Drothem 118:1                   | Stensättning                |              | Drothem, Östergötland |       | 58.464848, 16.267320 | 10041301180001 | Ladda upp en bild av detta fornminne |
| Drothem 118:2                   | Röse                        |              | Drothem, Östergötland |       | 58.464820, 16.267483 | 10041301180002 | Ladda upp en bild av detta fornminne |
| Drothem 118:3                   | Röse                        |              | Drothem, Östergötland |       | 58.464786, 16.267675 | 10041301180003 | Ladda upp en bild av detta fornminne |
| Drothem 118:4                   | Stensättning                |              | Drothem, Östergötland |       | 58.464833, 16.267912 | 10041301180004 | Ladda upp en bild av detta fornminne |
| Drothem 119:1                   | Stensättning                |              | Drothem, Östergötland |       | 58.463748, 16.247293 | 10041301190001 | Ladda upp en bild av detta fornminne |
| Drothem 120:1                   | Stensättning                |              | Drothem, Östergötland |       | 58.461789, 16.248571 | 10041301200001 | Ladda upp en bild av detta fornminne |
| Drothem 120:2                   | Stensättning                |              | Drothem, Östergötland |       | 58.461490, 16.248684 | 10041301200002 | Ladda upp en bild av detta fornminne |
| Drothem 120:3                   | Stensättning                |              | Drothem, Östergötland |       | 58.461529, 16.248541 | 10041301200003 | Ladda upp en bild av detta fornminne |
| Drothem 120:4                   | Stensättning                |              | Drothem, Östergötland |       | 58.461450, 16.248519 | 10041301200004 | Ladda upp en bild av detta fornminne |
| Drothem 121:1                   | Stensättning                |              | Drothem, Östergötland |       | 58.460834, 16.246655 | 10041301210001 | Ladda upp en bild av detta fornminne |
| Drothem 122:1                   | Stensättning                |              | Drothem, Östergötland |       | 58.455592, 16.251730 | 10041301220001 | Ladda upp en bild av detta fornminne |
| Drothem 123:1                   | Stensättning                |              | Drothem, Östergötland |       | 58.454527, 16.251831 | 10041301230001 | Ladda upp en bild av detta fornminne |
| Drothem 124:1                   | Stensättning                |              | Drothem, Östergötland |       | 58.452250, 16.260490 | 10041301240001 | Ladda upp en bild av detta fornminne |
| Drothem 125:1                   | Stensättning                |              | Drothem, Östergötland |       | 58.454946, 16.265078 | 10041301250001 | Ladda upp en bild av detta fornminne |
| Drothem 126:1                   | Stensättning                |              | Drothem, Östergötland |       | 58.455087, 16.261371 | 10041301260001 | Ladda upp en bild av detta fornminne |
| Drothem 127:1                   | Gravfält                    |              | Drothem, Östergötland |       | 58.462235, 16.314838 | 10041301270001 | Ladda upp en bild av detta fornminne |
| Drothem 128:1                   | Stensättning                |              | Drothem, Östergötland |       | 58.459659, 16.301203 | 10041301280001 | Ladda upp en bild av detta fornminne |
| Drothem 129:1                   | Stensättning                |              | Drothem, Östergötland |       | 58.460644, 16.301263 | 10041301290001 | Ladda upp en bild av detta fornminne |
| Drothem 130:1                   | Stensättning                |              | Drothem, Östergötland |       | 58.469679, 16.249387 | 10041301300001 | Ladda upp en bild av detta fornminne |
| Drothem 131:1                   | Gravfält                    |              | Drothem, Östergötland |       | 58.466333, 16.237405 | 10041301310001 | Ladda upp en bild av detta fornminne |
| Drothem 132:1                   | Gravfält                    |              | Drothem, Östergötland |       | 58.464102, 16.242781 | 10041301320001 | Ladda upp en bild av detta fornminne |
| Drothem 133:1                   | Stensättning                |              | Drothem, Östergötland |       | 58.463842, 16.224882 | 10041301330001 | Ladda upp en bild av detta fornminne |
| Drothem 133:2                   | Stensättning                |              | Drothem, Östergötland |       | 58.463534, 16.225254 | 10041301330002 | Ladda upp en bild av detta fornminne |
| Drothem 134:1                   | Stensättning                |              | Drothem, Östergötland |       | 58.464045, 16.226569 | 10041301340001 | Ladda upp en bild av detta fornminne |
| Drothem 134:2                   | Stensättning                |              | Drothem, Östergötland |       | 58.463910, 16.226843 | 10041301340002 | Ladda upp en bild av detta fornminne |
| Drothem 134:3                   | Stensättning                |              | Drothem, Östergötland |       | 58.464157, 16.226495 | 10041301340003 | Ladda upp en bild av detta fornminne |
| Drothem 135:1                   | Stensättning                |              | Drothem, Östergötland |       | 58.465889, 16.228798 | 10041301350001 | Ladda upp en bild av detta fornminne |
| Drothem 136:1                   | Stensättning                |              | Drothem, Östergötland |       | 58.447824, 16.325436 | 10041301360001 | Ladda upp en bild av detta fornminne |
| Drothem 138:1                   | Stensättning                |              | Drothem, Östergötland |       | 58.455163, 16.273301 | 10041301380001 | Ladda upp en bild av detta fornminne |
| Drothem 139:1                   | Stensättning                |              | Drothem, Östergötland |       | 58.452381, 16.274422 | 10041301390001 | Ladda upp en bild av detta fornminne |
| Drothem 139:2                   | Stensättning                |              | Drothem, Östergötland |       | 58.452431, 16.274200 | 10041301390002 | Ladda upp en bild av detta fornminne |
| Drothem 140:1                   | Stensättning                |              | Drothem, Östergötland |       | 58.461537, 16.291213 | 10041301400001 | Ladda upp en bild av detta fornminne |
| Drothem 140:2                   | Stensättning                |              | Drothem, Östergötland |       | 58.461535, 16.290993 | 10041301400002 | Ladda upp en bild av detta fornminne |
| Drothem 147:1                   | Stensättning                |              | Drothem, Östergötland |       | 58.504457, 16.281781 | 10041301470001 | Ladda upp en bild av detta fornminne |
| Drothem 148:1                   | Stensättning                |              | Drothem, Östergötland |       | 58.504628, 16.278515 | 10041301480001 | Ladda upp en bild av detta fornminne |
| Drothem 148:2                   | Stensättning                |              | Drothem, Östergötland |       | 58.504620, 16.278773 | 10041301480002 | Ladda upp en bild av detta fornminne |
| Drothem 149:1                   | Stensättning                |              | Drothem, Östergötland |       | 58.502609, 16.278883 | 10041301490001 | Ladda upp en bild av detta fornminne |
| Drothem 152:1                   | Stensättning                |              | Drothem, Östergötland |       | 58.462083, 16.268935 | 10041301520001 | Ladda upp en bild av detta fornminne |
| Drothem 153:1                   | Gravfält                    |              | Drothem, Östergötland |       | 58.458213, 16.261243 | 10041301530001 | Ladda upp en bild av detta fornminne |
| Drothem 155:1                   | Stensättning                |              | Drothem, Östergötland |       | 58.458169, 16.253317 | 10041301550001 | Ladda upp en bild av detta fornminne |
| Drothem 155:2                   | Stensättning                |              | Drothem, Östergötland |       | 58.458119, 16.253566 | 10041301550002 | Ladda upp en bild av detta fornminne |
| Drothem 155:3                   | Stensättning                |              | Drothem, Östergötland |       | 58.458193, 16.253558 | 10041301550003 | Ladda upp en bild av detta fornminne |
| Drothem 158:1                   | Stensättning                |              | Drothem, Östergötland |       | 58.411545, 16.276305 | 10041301580001 | Ladda upp en bild av detta fornminne |
| Drothem 161:1                   | Stensättning                |              | Drothem, Östergötland |       | 58.465361, 16.266704 | 10041301610001 | Ladda upp en bild av detta fornminne |
| Drothem 161:2                   | Grav markerad av sten/block |              | Drothem, Östergötland |       | 58.465281, 16.266860 | 10041301610002 | Ladda upp en bild av detta fornminne |
| Drothem 166:1                   | Stensättning                |              | Drothem, Östergötland |       | 58.404359, 16.347200 | 10041301660001 | Ladda upp en bild av detta fornminne |
| Drothem 169:1                   | Stensättning                |              | Drothem, Östergötland |       | 58.483076, 16.292297 | 10041301690001 | Ladda upp en bild av detta fornminne |
| Drothem 173:1                   | Gravfält                    |              | Drothem, Östergötland |       | 58.474982, 16.274954 | 10041301730001 | Ladda upp en bild av detta fornminne |
| Drothem 174:1                   | Husgrund, historisk tid     |              | Drothem, Östergötland |       | 58.401052, 16.345508 | 10041301740001 | Ladda upp en bild av detta fornminne |
| Drothem 174:2                   | Husgrund, historisk tid     |              | Drothem, Östergötland |       | 58.401214, 16.345606 | 10041301740002 | Ladda upp en bild av detta fornminne |
| Drothem 185:1                   | Stensättning                |              | Drothem, Östergötland |       | 58.472487, 16.290206 | 10041301850001 | Ladda upp en bild av detta fornminne |
| Drothem 185:2                   | Stensättning                |              | Drothem, Östergötland |       | 58.472234, 16.289569 | 10041301850002 | Ladda upp en bild av detta fornminne |
| Drothem 193:1                   | Stensättning                |              | Drothem, Östergötland |       | 58.455785, 16.322593 | 10041301930001 | Ladda upp en bild av detta fornminne |
| Drothem 195:1                   | Stensättning                |              | Drothem, Östergötland |       | 58.466975, 16.297330 | 10041301950001 | Ladda upp en bild av detta fornminne |
| Drothem 195:2                   | Stensättning                |              | Drothem, Östergötland |       | 58.466962, 16.297055 | 10041301950002 | Ladda upp en bild av detta fornminne |
| Drothem 195:3                   | Stensättning                |              | Drothem, Östergötland |       | 58.466963, 16.296678 | 10041301950003 | Ladda upp en bild av detta fornminne |
| Drothem 195:4                   | Stensättning                |              | Drothem, Östergötland |       | 58.467127, 16.296003 | 10041301950004 | Ladda upp en bild av detta fornminne |
| Drothem 199:1                   | Stensättning                |              | Drothem, Östergötland |       | 58.512477, 16.310558 | 10041301990001 | Ladda upp en bild av detta fornminne |
| Drothem 199:2                   | Stensättning                |              | Drothem, Östergötland |       | 58.512837, 16.310581 | 10041301990002 | Ladda upp en bild av detta fornminne |
| Drothem 200:1                   | Stensättning                |              | Drothem, Östergötland |       | 58.512107, 16.307049 | 10041302000001 | Ladda upp en bild av detta fornminne |
| Drothem 200:2                   | Stensättning                |              | Drothem, Östergötland |       | 58.512253, 16.306703 | 10041302000002 | Ladda upp en bild av detta fornminne |
| Drothem 200:3                   | Stensättning                |              | Drothem, Östergötland |       | 58.512592, 16.306416 | 10041302000003 | Ladda upp en bild av detta fornminne |
| Drothem 201:1                   | Stensättning                |              | Drothem, Östergötland |       | 58.508976, 16.290315 | 10041302010001 | Ladda upp en bild av detta fornminne |
| Drothem 202:1                   | Stensättning                |              | Drothem, Östergötland |       | 58.515083, 16.278888 | 10041302020001 | Ladda upp en bild av detta fornminne |
| Drothem 213:1                   | Stensättning                |              | Drothem, Östergötland |       | 58.501402, 16.320660 | 10041302130001 | Ladda upp en bild av detta fornminne |
| Drothem 218:1                   | Stensättning                |              | Drothem, Östergötland |       | 58.513997, 16.278563 | 10041302180001 | Ladda upp en bild av detta fornminne |
| Borgarberget (Drothem 220:1)    | Fornborg                    |              | Drothem, Östergötland |       | 58.394879, 16.342011 | 10041302200001 | Ladda upp en bild av detta fornminne |
| Drothem 224:1                   | Stensättning                |              | Drothem, Östergötland |       | 58.470000, 16.233519 | 10041302240001 | Ladda upp en bild av detta fornminne |
| Drothem 225:1                   | Stensättning                |              | Drothem, Östergötland |       | 58.466631, 16.228415 | 10041302250001 | Ladda upp en bild av detta fornminne |
| Drothem 226:1                   | Stensättning                |              | Drothem, Östergötland |       | 58.486184, 16.231209 | 10041302260001 | Ladda upp en bild av detta fornminne |
| Drothem 227:1                   | Stensättning                |              | Drothem, Östergötland |       | 58.485804, 16.224956 | 10041302270001 | Ladda upp en bild av detta fornminne |
| Drothem 229:1                   | Stensättning                |              | Drothem, Östergötland |       | 58.489412, 16.219492 | 10041302290001 | Ladda upp en bild av detta fornminne |
| Drothem 229:2                   | Stensättning                |              | Drothem, Östergötland |       | 58.489493, 16.219331 | 10041302290002 | Ladda upp en bild av detta fornminne |
| Drothem 233:2                   | Stensättning                |              | Drothem, Östergötland |       | 58.514872, 16.276237 | 10041302330002 | Ladda upp en bild av detta fornminne |
| Drothem 235:1                   | Stensättning                |              | Drothem, Östergötland |       | 58.511377, 16.284674 | 10041302350001 | Ladda upp en bild av detta fornminne |
| Drothem 236:1                   | Stensättning                |              | Drothem, Östergötland |       | 58.512919, 16.303418 | 10041302360001 | Ladda upp en bild av detta fornminne |
| Drothem 239:1                   | Stensättning                |              | Drothem, Östergötland |       | 58.511184, 16.323431 | 10041302390001 | Ladda upp en bild av detta fornminne |
| Drothem 240:1                   | Hällristning                |              | Drothem, Östergötland |       | 58.462998, 16.269256 | 10041302400001 | Ladda upp en bild av detta fornminne |
| Drothem 242:1                   | Stensättning                |              | Drothem, Östergötland |       | 58.461454, 16.260481 | 10041302420001 | Ladda upp en bild av detta fornminne |
| Drothem 243:1                   | Stensättning                |              | Drothem, Östergötland |       | 58.460810, 16.257897 | 10041302430001 | Ladda upp en bild av detta fornminne |
| Drothem 243:2                   | Stensättning                |              | Drothem, Östergötland |       | 58.460723, 16.257823 | 10041302430002 | Ladda upp en bild av detta fornminne |
| Drothem 243:3                   | Stensättning                |              | Drothem, Östergötland |       | 58.460612, 16.257732 | 10041302430003 | Ladda upp en bild av detta fornminne |
| Drothem 244:1                   | Stensättning                |              | Drothem, Östergötland |       | 58.458862, 16.256217 | 10041302440001 | Ladda upp en bild av detta fornminne |
| Drothem 244:2                   | Stensättning                |              | Drothem, Östergötland |       | 58.458647, 16.256065 | 10041302440002 | Ladda upp en bild av detta fornminne |
| Drothem 245:1                   | Stensättning                |              | Drothem, Östergötland |       | 58.461206, 16.249685 | 10041302450001 | Ladda upp en bild av detta fornminne |
| Drothem 246:1                   | Gravfält                    |              | Drothem, Östergötland |       | 58.468710, 16.256744 | 10041302460001 | Ladda upp en bild av detta fornminne |
| Drothem 247:1                   | Stensättning                |              | Drothem, Östergötland |       | 58.467734, 16.258877 | 10041302470001 | Ladda upp en bild av detta fornminne |
| Drothem 247:2                   | Stensättning                |              | Drothem, Östergötland |       | 58.467627, 16.258981 | 10041302470002 | Ladda upp en bild av detta fornminne |
| Midsommarberget (Drothem 248:1) | Stensättning                |              | Drothem, Östergötland |       | 58.469692, 16.256732 | 10041302480001 | Ladda upp en bild av detta fornminne |
| Drothem 249:1                   | Stensättning                |              | Drothem, Östergötland |       | 58.471892, 16.260273 | 10041302490001 | Ladda upp en bild av detta fornminne |
| Drothem 250:1                   | Stensättning                |              | Drothem, Östergötland |       | 58.465080, 16.241273 | 10041302500001 | Ladda upp en bild av detta fornminne |
| Drothem 254:1                   | Stensättning                |              | Drothem, Östergötland |       | 58.463674, 16.281920 | 10041302540001 | Ladda upp en bild av detta fornminne |
| Drothem 254:2                   | Stensättning                |              | Drothem, Östergötland |       | 58.463709, 16.282088 | 10041302540002 | Ladda upp en bild av detta fornminne |
| Drothem 254:3                   | Stensättning                |              | Drothem, Östergötland |       | 58.463817, 16.282063 | 10041302540003 | Ladda upp en bild av detta fornminne |
| Drothem 256:1                   | Stensättning                |              | Drothem, Östergötland |       | 58.452434, 16.271645 | 10041302560001 | Ladda upp en bild av detta fornminne |
| Drothem 258:1                   | Hällristning                |              | Drothem, Östergötland |       | 58.491931, 16.286085 | 10041302580001 | Ladda upp en bild av detta fornminne |
| Drothem 261:1                   | Gravfält                    |              | Drothem, Östergötland |       | 58.495375, 16.264386 | 10041302610001 | Ladda upp en bild av detta fornminne |
| Drothem 263:1                   | Stensättning                |              | Drothem, Östergötland |       | 58.496985, 16.248706 | 10041302630001 | Ladda upp en bild av detta fornminne |
| Drothem 263:2                   | Stensättning                |              | Drothem, Östergötland |       | 58.497070, 16.248584 | 10041302630002 | Ladda upp en bild av detta fornminne |
| Drothem 264:1                   | Gravfält                    |              | Drothem, Östergötland |       | 58.497674, 16.248664 | 10041302640001 | Ladda upp en bild av detta fornminne |
| Drothem 265:1                   | Stensättning                |              | Drothem, Östergötland |       | 58.497667, 16.267346 | 10041302650001 | Ladda upp en bild av detta fornminne |
| Drothem 266:1                   | Stensättning                |              | Drothem, Östergötland |       | 58.501742, 16.272139 | 10041302660001 | Ladda upp en bild av detta fornminne |
| Drothem 267:1                   | Stensättning                |              | Drothem, Östergötland |       | 58.501894, 16.270314 | 10041302670001 | Ladda upp en bild av detta fornminne |
| Drothem 268:1                   | Stensättning                |              | Drothem, Östergötland |       | 58.503172, 16.270715 | 10041302680001 | Ladda upp en bild av detta fornminne |
| Drothem 269:1                   | Stensättning                |              | Drothem, Östergötland |       | 58.498816, 16.307388 | 10041302690001 | Ladda upp en bild av detta fornminne |
| Drothem 269:2                   | Hög                         |              | Drothem, Östergötland |       | 58.498537, 16.307456 | 10041302690002 | Ladda upp en bild av detta fornminne |
| Drothem 269:3                   | Hög                         |              | Drothem, Östergötland |       | 58.498500, 16.307908 | 10041302690003 | Ladda upp en bild av detta fornminne |
| Drothem 270:1                   | Stensättning                |              | Drothem, Östergötland |       | 58.497708, 16.307803 | 10041302700001 | Ladda upp en bild av detta fornminne |
| Drothem 288:1                   | Stensättning                |              | Drothem, Östergötland |       | 58.502961, 16.234500 | 10041302880001 | Ladda upp en bild av detta fornminne |
| Drothem 288:2                   | Stensättning                |              | Drothem, Östergötland |       | 58.502966, 16.234847 | 10041302880002 | Ladda upp en bild av detta fornminne |
| Drothem 289:1                   | Stensättning                |              | Drothem, Östergötland |       | 58.502883, 16.236040 | 10041302890001 | Ladda upp en bild av detta fornminne |
| Drothem 289:2                   | Stensättning                |              | Drothem, Östergötland |       | 58.503263, 16.236561 | 10041302890002 | Ladda upp en bild av detta fornminne |
| Drothem 293:3                   | Stensättning                |              | Drothem, Östergötland |       | 58.492282, 16.240319 | 10041302930003 | Ladda upp en bild av detta fornminne |
| Drothem 294:1                   | Gravfält                    |              | Drothem, Östergötland |       | 58.492958, 16.240696 | 10041302940001 | Ladda upp en bild av detta fornminne |
| Drothem 297:1                   | Stensättning                |              | Drothem, Östergötland |       | 58.514995, 16.277417 | 10041302970001 | Ladda upp en bild av detta fornminne |
| Drothem 309                     | Gravfält                    |              | Drothem, Östergötland |       | 58.501364, 16.271429 | 12000000107172 | Ladda upp en bild av detta fornminne |
| Drothem 311                     | Stensättning                |              | Drothem, Östergötland |       | 58.499190, 16.294057 | 12000000107177 | Ladda upp en bild av detta fornminne |
| Drothem 314                     | Stensättning                |              | Drothem, Östergötland |       | 58.499483, 16.293967 | 12000000107182 | Ladda upp en bild av detta fornminne |
| Drothem 318                     | Stensättning                |              | Drothem, Östergötland |       | 58.499810, 16.269615 | 12000000107186 | Ladda upp en bild av detta fornminne |
| Drothem 320                     | Stensättning                |              | Drothem, Östergötland |       | 58.499810, 16.266730 | 12000000107188 | Ladda upp en bild av detta fornminne |
| Drothem 321                     | Stensättning                |              | Drothem, Östergötland |       | 58.498610, 16.265977 | 12000000107193 | Ladda upp en bild av detta fornminne |
| Drothem 323                     | Stensättning                |              | Drothem, Östergötland |       | 58.498069, 16.268926 | 12000000107196 | Ladda upp en bild av detta fornminne |
| Drothem 325                     | Stensättning                |              | Drothem, Östergötland |       | 58.498154, 16.268870 | 12000000107200 | Ladda upp en bild av detta fornminne |
| Drothem 328                     | Röse                        |              | Drothem, Östergötland |       | 58.498833, 16.268439 | 12000000107205 | Ladda upp en bild av detta fornminne |
| Drothem 329                     | Stensättning                |              | Drothem, Östergötland |       | 58.501778, 16.271467 | 12000000107206 | Ladda upp en bild av detta fornminne |
| Drothem 330                     | Stensättning                |              | Drothem, Östergötland |       | 58.499355, 16.294355 | 12000000107214 | Ladda upp en bild av detta fornminne |
| Drothem 332                     | Stensättning                |              | Drothem, Östergötland |       | 58.493666, 16.294019 | 12000000107217 | Ladda upp en bild av detta fornminne |
| Drothem 333                     | Stensättning                |              | Drothem, Östergötland |       | 58.493655, 16.294204 | 12000000107218 | Ladda upp en bild av detta fornminne |
| Drothem 335                     | Stensättning                |              | Drothem, Östergötland |       | 58.499584, 16.268326 | 12000000107220 | Ladda upp en bild av detta fornminne |
| Drothem 337                     | Stensättning                |              | Drothem, Östergötland |       | 58.499710, 16.268343 | 12000000107222 | Ladda upp en bild av detta fornminne |
| Drothem 338                     | Stensättning                |              | Drothem, Östergötland |       | 58.499404, 16.277994 | 12000000107223 | Ladda upp en bild av detta fornminne |
| Drothem 341                     | Stensättning                |              | Drothem, Östergötland |       | 58.499319, 16.294110 | 12000000107226 | Ladda upp en bild av detta fornminne |
| Söderköping 11:1                | Gravfält                    |              | Drothem, Östergötland |       | 58.466645, 16.312996 | 10050600110001 | Ladda upp en bild av detta fornminne |
| Tingstad 29:1                   | Fornborg                    |              | Drothem, Östergötland |       | 58.521047, 16.256555 | 10050800290001 | Ladda upp en bild av detta fornminne |